# Rouvrois-sur-Meuse
 Rouvrois-sur-Othain  là một xã thuộc tỉnh Meuse trong vùng Grand Est đông nam nước Pháp. Xã này nằm ở khu vực có độ cao trung bình 226 mét trên mực nước biển.